# 로니 순딘
로니 칼 순딘(스웨덴어: Ronnie Karl Sundin, 1970년 10월 3일 ~ )은 스웨덴의 은퇴한 아이스하키 선수로 포지션은 수비수이다.